# Flamoudi/Mersinlik
Flamoudi bzw. Mersinlik (griechisch Φλαμούδι) ist ein Dorf auf der Karpas-Halbinsel im Norden der Mittelmeerinsel Zypern, das 6 km westlich der Burg Kantara liegt. Der griechische Name geht möglicherweise auf phlamouri zurück, was ‚Lindenblüte‘ heißt. Mersinlik, der Name, den das Dorf seit 1975 trägt, bedeutet ‚Ort der Myrsinenbäume‘.

## Geschichte
1831, während die Insel noch zum Osmanischen Reich gehörte, zählte der Ort 33 männliche Haushaltsvorstände (nur diese wurden gezählt). 1891, unter britischer Kolonialherrschaft, lebten dort ein „Türke“ und 233 „Griechen“. Dabei war „Griechen“ in den Zählungen die Pauschalbezeichnung für alle Christen, „Türken“ nannte man alle Muslime. In diesem Sinne war Flamoudi ein fast rein griechisches Dorf. Nur in den Zählungen von 1891 und 1901 erscheint ein einziger Türke, dann erst wieder wurden 1921 17 Türken vermerkt. Ansonsten lebten 1891 230 Griechen im Ort, 1901 waren es 232. Danach stieg die Zahl der Bewohner stetig an. So waren es 1911 269, bis 1921 stieg die Zahl der Bewohner auf 335, doch sank sie bis 1931 leicht auf 326, offenbar, weil die 17 Türken das Dorf verlassen hatten. Mit 366 Einwohnern erreichte Flamoudi im Jahr 1946 seine höchste Einwohnerzahl. Bis 1960 fiel diese auf 299.
Im August 1974 flohen die meisten Bewohner vor den heranrückenden türkischen Truppen. Der Zensus von 1960 hatte noch 247 Zyperngriechen vermerkt. 1976 und 1977 wurden im Ort Türken angesiedelt, die aus der Provinz Trabzon am Schwarzen Meer kamen, genauer gesagt aus dem Landkreis Çaykara. 1978 hatte das Dorf gerade einmal 98 Einwohner, 1996 waren es wieder 159, zehn Jahre später 169. 2011 hatte das Dorf wieder elf Einwohner eingebüßt. Die Kirche Agios Georgios, wohl um 1894 errichtet, wurde in eine Moschee umgewandelt.